# Michel Duchaussoy
Michel Duchaussoy (ur. 29 listopada 1938 w Valenciennes, zm. 13 marca 2012 w Paryżu) – francuski aktor filmowy, który na przestrzeni lat 1962–2012 wystąpił w ponad 130 produkcjach filmowych.
Urodził się jako Michel Rene Jacques Duchaussoy. Swoją karierę rozpoczął w 1964 roku jako aktor teatralny w Comédie Française.
Duchaussoy wystąpił w wielu francuskich klasycznych sztukach teatralnych takich autorów jak Molier, Pierre de Marivaux, Pierre Corneille czy Eugène Ionesco. W 2003 roku przyznano mu prestiżową nagrodę Moliera w kategorii najlepszy aktor drugoplanowy.
Aktor podłożył także głos pod Marlona Brando we francuskiej wersji Ojca chrzestnego w reżyserii Francisa Forda Coppoli.
W 2010 roku zagrał u boku Sophie Marceau w filmie L'âge de raison w reżyserii Yanna Samuella.

## Filmografia
- Zabawa w masakrę (Jeu de massacre) (1967)
- Niewierna żona (La Femme infidèle) (1968)
- Niech bestia zdycha (Que la bête meure) (1969)
- Tuż przed nocą (Juste avant la nuit) (1971)
- Nada (1974)
- Fort Saganne (1984)
- Życie i nic więcej (La vie et rien d'autre) (1989)
- Milou w maju (Milou en mai) (1990)
- 3000 scénarios contre un virus (segment „L'Appel d'un ami”) (1994)
- Wdowa św. Piotra (La veuve de Saint-Pierre) (2000)
- Amen. (2002)
- Bliscy nieznajomi (Confidences trop intimes) (2004)
- Czarna skrzynka (La Boîte noire) (2005)
- Poltergay - Duchy (Poltergay) (2006)
- Wróg publiczny numer jeden (L'Instinct de mort) (2008)
- Milcząca przeszłość (2008)
- Mikołajek (Le Petit Nicolas) (2009)
- L'Autre Dumas (2010)
- L'âge de raison (2010)
- Klucz Sary (Elle s'appelait Sarah) (2010)
- Asterix i Obelix: W służbie Jej Królewskiej Mości (Astérix et Obélix: Au service de sa Majesté) (2012)